# Grands notables du Premier Empire
La collection Grands notables du Premier Empire fait référence à une série de portraits ou de biographies des figures importantes de la période du Premier Empire, qui correspond au règne de Napoléon Bonaparte de 1804 à 1814, et brièvement en 1815 pendant les Cent-Jours. Elle est publiée en plusieurs volumes aux CNRS Éditions, sous la direction de Louis Bergeron et Guy Chaussinand-Nogaret à partir de 1978, puis sous la direction de Mathieu Marraud à partir de 2011. 

## Présentation
La Collection contient des notices de biographie sociale, sous l'autorité de l'École des hautes études en sciences sociales. . C'est une enquête prosopographique sur les élites sous Napoléon,,. Il s'agit de la reconstitution des carrières des notables de la France pendant le Premier Empire. données sous forme de notices individuelles
Chaque ouvrage est composé avec :
- une introduction historique et une présentation des sources ;
- une liste alphabétique des notables du département concerné accompagnée de leur biographie ;
- une notice individuelle avec les principaux éléments, pour chaque notable, de sa vie familiale, professionnelle et politique ;
- une description des réseaux, des familles et l’estimation des fortunes associée.

Les sources utilisées sont variées, utilisant par exemple l'état civil, les articles de journaux de l’époque ou les listes d’imposition.

## Liste des ouvrages de la collection
1. Vaucluse, Ardèche. Alain Maureau, Germaine Peyron-Montagnon (1978)  (ISBN 2-222-02202-9) Voir en ligne
2. Mont-Blanc, Léman. André Palluel-Guillard (1978)  (ISBN 2-222-02203-7)
3. Bas-Rhin, Sarre, Mont-Tonnerre, Rhin-et-Moselle, Roër. Roger Dufraisse, Michel Richard (1978)  (ISBN 2-222-02280-0)
4. Jura, Haute-Saône, Doubs. Claude-Isabelle Brelot (1979)  (ISBN 2-222-02458-7)
5. Gard, Hérault, Drôme. Armand Cosson, Gérard-Albert Roch, Henri Michel (1980)  (ISBN 2-222-02661-X)
6. Alpes-Maritimes, Corse, Aude, Pyrénées-Orientales, Bouches-du-Rhône. Jean-Yves Coppolani, Jean-Claude Gegot, Geneviève Gavignaud, abbé Paul Gueyraud (1980)  (ISBN 2-222-02720-9)
7. Aube, Marne, Haute-Marne. Georges Clause, Georges Viard (1981)  (ISBN 2-222-02847-7)
8. Loir-et-Cher, Indre-et-Loire, Loire-inférieure. Béatrix Guillet, Jeanine Labussière (1982)  (ISBN 2-222-03051-X)
9. Loir-et-Cher (supplément), Sarthe, Maine-et-Loire, Morbihan. Jeanine Labussière, François Dornic, Robert Lauvrière, Bernard André (1983)  (ISBN 2-222-03303-9)
10. Meurthe, Moselle, Meuse. Michel Maigret, Odette Voilliard (1984)  (ISBN 2-222-03414-0)
11. Haut-Rhin. Yvette Baradel, Raymond Oberlé, Jean-Marie Schmitt, Christian Tautil (1984)  (ISBN 2-222-03513-9)
12. Ariège, Gers. Louis Bergès, Michel Cours-Mach, Michel Pons (1985)  (ISBN 2-222-03727-1)
13. Gironde. Jean Cavignac, Jean Valette (1986)  (ISBN 2-222-03853-7)
14. Manche, Mayenne, Côtes-du-Nord. François Dornic, Alain Guillemin, Jean Martin (1986)  (ISBN 2-222-03925-8)
15. Charente. Jean Jezequel (1986)  (ISBN 2-222-03963-0)
16. Loire, Saône-et-Loire. Marcel Vitte, Lawrence J. Kilbourne (1986)  (ISBN 2-222-04060-4)
17. Deux-Sèvres. Pierre Arches (1988)  (ISBN 2-222-04153-8)
18. Var. Frédéric d'Agay (1988)  (ISBN 2-222-04248-8)
19. Côte-d’Or. Anne-Marie Paris (1992)  (ISBN 2-222-04745-5)
20. Seine-inférieure. Jérôme Decoux, John Dunne (1993)  (ISBN 2-222-04752-8)
21. Indre. Geneviève-Catherine Joffrion, Jacques Tournaire, Daniel Bernard (1994)  (ISBN 2-271-05112-6)
22. Sambre-et-Meuse, Ourthe. Cécile Douxchamps-Lefèvre, Georges Hansotte (1995)  (ISBN 2-271-05240-8)
23. Basses-Alpes. Yves Hivert-Messeca (1998)  (ISBN 2-271-05525-3)
24. Orne. Jean-Claude Martin (1999)  (ISBN 2-271-05664-0)
25. Vienne. Guillaume Levêque, Emmanuel Dion, Sébastien Jahan (2000)  (ISBN 2-271-05738-8)
26. Somme. Jean-Marie Wiscart (2000)  (ISBN 2-271-05820-1)
27. Escaut. Conny Devolder, traduit du néerlandais par Anne Wegener Sleeswijk (2001)  (ISBN 2-271-05913-5)
28. Cher. Mathieu Marraud (2010)
29. 30. Rhône. Jean-Philippe Rey (2011)  (ISBN 2-85023-159-9[à vérifier : ISBN invalide])